# متابولیسم شهری
دِگَرگشت شهری، سوخت‌وساز شهری یا متابولیسم شهری (به انگلیسی:Urban metabolism) مدلی علمی است برای تسهیل توصیف و تجزیه و تحلیل جریان مواد و انرژی در داخل شهرها، مانند تجزیه و تحلیل جریان مواد در یک شهر. متابولیسم شهری یک چارچوب استعاری برای مطالعه تعاملات سیستم‌های طبیعی و انسانی در مناطق خاص را در اختیار محققان قرار می‌دهد. از ابتدا، محققان پارامترهای مدل متابولیسم شهری را تغییر یا بهبود داده‌اند. سی. کندی و همکارانش در مقاله ۲۰۰۷ خود «The Changing Metabolism of Cities» تعریف مشخصی از این مفهوم ارائه کرده‌اند. این تعریف مدعی است متابولیسم شهری «مجموع فرایند فنی و اجتماعی-اقتصادی است که در شهرها اتفاق می‌افتد و منجر به رشد، تولید انرژی و حذف زباله یا ضایعات می‌شود». با نگرانی فزاینده از دگرگونی اقلیمی و و تخریب جوی و محیط‌زیستی، استفاده از مدل متابولیسم شهری به عنصری کلیدی در تعیین و حفظ سطوح پایداری و سلامت در شهرهای سراسر جهان تبدیل شده‌است. متابولیسم شهری دیدگاهی یکپارچه یا کل‌نگری برای دربر گرفتن تمام فعالیت‌های یک شهر در یک مدل واحد را ارائه می‌دهد.

## نگارخانه

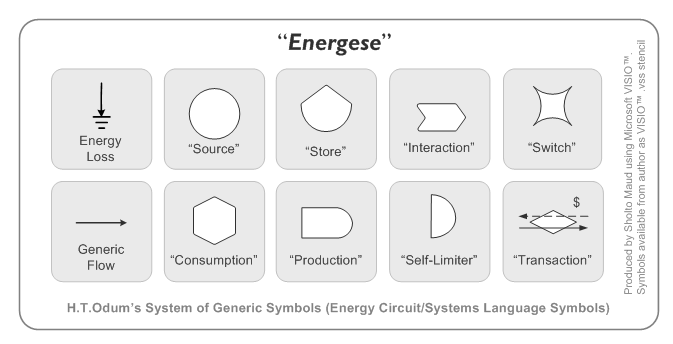
نمادهای سیستم‌های انرژی
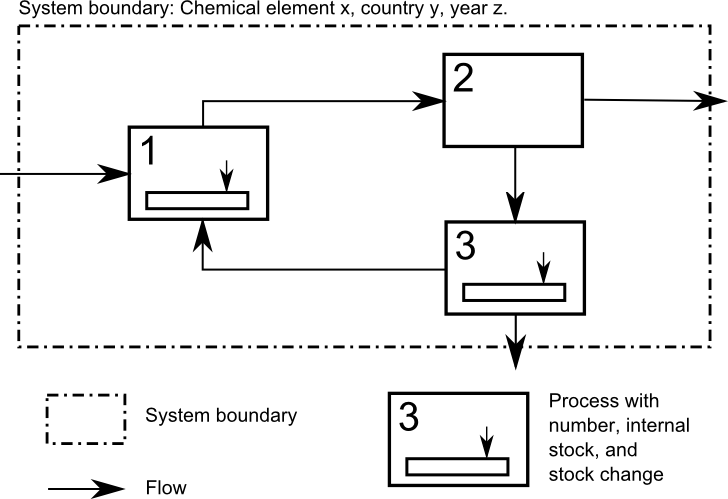
رابطه پایداری با محیط، اجتماع و اقتصاد
تاثیر گازهای گلخانه‌ای

### استنادات درون‌خطی
1. ↑  Pincetl, S. , Bunje, P. , & Holmes, T. (2012). An expanded urban metabolism method: Toward a systems approach for assessing urban energy processes and causes. Landscape and Urban Planning, 193-202.
2. ↑  Kennedy, C. , Cuddihy, J. , & Engel-Yan, J. (2007). The changing metabolism of cities. Journal of Industrial Ecology, 11(2), 43-59.